# Jacopo Caponi
Pour les articles homonymes, voir Folchetto et Caponi.
Jacopo Caponi est un journaliste et écrivain italien né à Venise le 21 février 1831 et mort à San Remo le 10 février 1909, également connu sous le pseudonyme de Folchetto, nom de plume sous lequel il signait ses correspondances parisiennes pour le journal Il Fanfulla (it).

## Biographie
Jacopo Caponi naît en 1832 à Venise, dans le royaume de Lombardie-Vénétie. Il exerce une activité dans le négoce avant le commencer à écrire sur les événements politiques, littéraires et théâtraux, conscient du rôle de l'information dans une société moderne. Durant la période précédant la libération de Venise en 1866, il envoie aux banquiers Belinzaghi et Broth, qui les transmettent secrètement au journal milanais La Perseveranza (it), des informations sur l'arrestation de patriotes, sur les manifestations des vénitiens contre l'Autriche, sur le mouvement de libération. La police le traque et l'arrête mais doit le relâcher faute de preuves. Après la libération de Venise, il s'installe à Paris comme correspondant permanent de la Perseveranza.
Dès la sortie du journal Il Fanfulla (it), d'abord à Florence puis à Rome, il décide d'y collaborer. Sa première correspondance étant sans signature, la rédaction du journal le baptise Folchetto, du nom du page du comte Raymond de Toulouse cité dans l'œuvre de Tommaso Grossi Marco Visconti. Il signe également de ce nom de plume un Guida di Parigi (Guide de Paris), édité par les frères Treves (it). En 1881 il publie à Milan Là, là e là qu'il dédie à Arrigo Boito, roman « funambulesque » dans le genre des Frères Zemganno d'Edmond de Goncourt, une histoire d'acrobates parue deux ans auparavant.
Toujours en 1881, Giulio Ricordi publie sous le titre de Vita aneddotica di Giuseppe Verdi la traduction augmentée et annotée par Jacopo Caponi, sous son pseudonyme de Folchetto, de la biographie de Giuseppe Verdi publiée sous forme de feuilleton en 1877-1878 dans Le Ménestrel, sous le titre de Verdi. Souvenirs anecdotiques, par Arthur Pougin. Ce dernier publiera à nouveau la biographie du compositeur en 1886 sous le titre de Verdi : histoire anecdotique de sa vie et de ses œuvres en empruntant cette fois les ajouts de Folchetto.
À Paris il fonde la Società della Polenta, lieu de rencontre des artistes italiens qui le proclament président. Il reçoit la Légion d'honneur pour ses mérites journalistiques mais continue à soutenir les intérêts italiens. Il est également correspondant durant de nombreuses années de La Tribuna (it) et de l'Illustrazione Italiana (it) où il succède à Dominique-Alexandre Parodi, l'auteur de la Rome vaincue créée par Sarah Bernhardt et adaptée pour l'opéra Roma de Jules Massenet.
Il meurt à San Remo le 10 février 1909 alors que son vieil ami l'éditeur Emilio Treves (it) publie ses Novelle gaje, relation de faits réels de la vie mondaine et histoires d'aventuriers et d'escrocs. Dans ses Ricordi, publiés à Turin, il évoque sa vie de journaliste correspondant.

## Œuvre
- Guida pratica di Parigi, di Folchetto..., Milan, Fratelli Treves, 1878, 295 p. (notice BNF)
- Là, là e là, Milan, Giuseppe Ottino, 1881, 350 p.
- Giuseppe Verdi. Vita aneddotica... Con note ad aggiunte di Folchetto. Illustrazioni di Achille Formis (traduction de Arthur Pougin, Verdi. Souvenirs anecdotiques, Paris, Le Ménestrel, 1877-1878), Milan, Casa Ricordi, 1881, 182 p. (notice BNF)
- La Vita a Parigi (1887) di Folchetto, con prefazione di Giulio Claretie,..., Milan, Fratelli Treves, 1888, 424 p. (notice BNF)
- Ricordi di Folchetto (Jacopo Caponi), Turin, Società tipografico-editrice nazionale, 1908, 470 p. (notice BNF)
- Novelle gaje (Anzoleto ; Gli aranci di Gerusalemme ; I due Joe ; Sangue spagnuolo ; Amore e antracite ; I tre pascià ; La pena del taglione ; Una donna galante inglese ; Il matrimonio in tre ; Vae solis!), Milan, Fratelli Treves editori, 1909 (édition posthume).